# Masicera usta
Masicera usta är en tvåvingeart som först beskrevs av Giglio-tos 1893.  Masicera usta ingår i släktet Masicera och familjen parasitflugor. Inga underarter finns listade i Catalogue of Life.